# 张赞 (后蜀)
张赞（？—10世纪），五代十国时期后蜀大臣。
广政四年（941年）三月，后蜀皇帝孟昶认识到将相遥领节度使、委任僚佐治政这一制度的弊端，进行改革，张赞以将作监知宁江军。七年（944年），孟昶恢复将相遥领节度使制度，任张公铎为宁江军节度使。